# Communauté de communes du Limouxin et du Saint-Hilairois
Die Communauté de communes ist ein ehemaliger Gemeindeverband (Communauté de communes) im südfranzösischen Département Aude in der Region Languedoc-Roussillon. Er ist nach den beiden Orten Limoux und Saint-Hilaire benannt.

## Mitgliedsgemeinden
- Ajac
- Alet-les-Bains
- Belcastel-et-Buc
- La Bezole
- Bouriège
- Bourigeole
- Castelreng
- Caunette-sur-Lauquet
- Cépie
- Cournanel
- Clermont-sur-Lauquet
- La Digne-d’Amont
- La Digne-d’Aval
- Donazac
- Gaja-et-Villedieu
- Gardie
- Greffeil
- Ladern-sur-Lauquet
- Limoux
- Loupia
- Magrie
- Malras
- Pauligne
- Pieusse
- Pomas
- Saint-Couat-du-Razès
- Saint-Hilaire
- Saint-Martin-de-Villereglan
- Saint-Polycarpe
- Tourreilles
- Villardebelle
- Villar-Saint-Anselme
- Villebazy
- Villelongue-d’Aude